# Selección de fútbol de Córcega
La selección de fútbol de Córcega (en corso: Squadra Corsa di Balò) es el equipo representativo de Córcega en las competiciones de fútbol.  Córcega no está afiliado a la FIFA o a la UEFA, y por lo tanto no puede competir por la Copa Mundial de la FIFA o la Eurocopa.
En el pasado, la selección también jugó contra clubes, como en 1962 contra Nice o Stade Reims en 1963.
El partido contra Congo fue organizado por la CFA (Asociación de Fútbol de Córcega). Para ser convocado para el equipo, un jugador tenía que cumplir dos condiciones: tener al menos un padre o abuelo de Córcega y ser un jugador profesional o formar parte de un club profesional.

## Localía
Córcega no tiene localía fija, el equipo ha jugado en las dos ciudades más importantes de la isla, Bastia y Ajaccio. Se ha dicho que, a partir de ahora, los partidos se jugarán alternativamente en el Estadio Armand Cesari en Bastia y en el Stade Ange Casanova y el Estadio François-Coty en Ajaccio.

## Partidos
| 1  | 28 de febrero de 1967 | Marsella       | Francia   | 0:2            | Córcega               | Partido amistoso   |
| 2  | 14 de mayo de 1998    | Bastia         | Córcega   | 0:1            | Camerún               | Partido amistoso   |
| 3  | julio de 1998         | Nuoro          | Cerdeña   | 1:0            | Córcega               | Partido amistoso   |
| 4  | 6 de junio de 2009    | Ajaccio        | Córcega   | 1:1            | Congo                 | Partido amistoso   |
| 5  | 19 de mayo de 2010    | Ajaccio        | Córcega   | 2:0            | Bretaña               | Copa Córcega 2010  |
| 6  | 21 de mayo de 2010    | Bastia         | Córcega   | 1:1 (5:4 pen.) | Gabón                 | Copa Córcega 2010  |
| 7  | 1 de junio de 2011    | Ajaccio        | Córcega   | 1:0            | Bulgaria              | Partido amistoso   |
| 8  | 24 de mayo de 2012    | Ajaccio        | Córcega   | 2:2            | Stars Gérard Houllier | Partido amistoso   |
| 9  | 29 de mayo de 2015    | Ajaccio        | Córcega   | 1:0            | Burkina Faso          | Partido amistoso   |
| 10 | 27 de mayo de 2016    | Bastia         | Córcega   | 1:1 (8:9 pen.) | Euskadi               | Partido amistoso   |
| 11 | 26 de mayo de 2017    | Ajaccio        | Córcega   | 1:1            | Nigeria               | Partido amistoso   |
| 12 | 5 de junio de 2018    | Fort-de-France | Guadalupe | 0:3            | Córcega               | Tournoi des 4 2018 |
| 13 | 7 de junio de 2018    | Fort-de-France | Martinica | 5:1            | Córcega               | Tournoi des 4 2018 |
| 14 | 2 de junio de 2019    | Olbia          | Cerdeña   | 1:1 (1:4 pen.) | Córcega               | Partido amistoso   |
| 15 | 10 de junio de 2023   | Caltanissetta  | Sicilia   | 1:0            | Córcega               | Partido amistoso   |
| 16 | 23 de mayo de 2024    | Corte          | Córcega   | 3:0            | Cerdeña               | Copa Córcega 2024  |
| 17 | 25 de mayo de 2024    | Ajaccio        | Córcega   | 2:1            | Saint-Martin          | Copa Córcega 2024  |